# Piaf de B'Neville
Piaf de B'Neville (né en 2003), surnommé Ben, est un cheval hongre bai du studbook selle français, né en 2003. Ce hongre, découvert dans un poney-club, n'était pas prédestiné à devenir un champion. Concourant en concours complet d'équitation avec le cavalier français de complet Astier Nicolas, il est médaillé d'or par équipes et d'argent en individuel aux Jeux olympiques de Rio en 2016. Il est mis à la retraite en 2018.

## Histoire
Piaf de B'Neville naît le 14 avril 2003 chez Jean-Baptiste Thiebot au haras de B’Neville, à Benoîtville dans la Manche. Ses naisseurs avaient acheté Homélie III, sa mère, dans le but de la monter en compétition, mais en raison de son mauvais caractère, ils l'ont gardée comme jument poulinière. Cap de B’Neville, le père de Piaf, n'est pas un cheval de complet, mais d'obstacle. Le hongre n'était pas destiné à devenir un bon cheval de compétition au début de sa carrière. Il est repéré par Astier Nicolas dans un poney-club.
En 2009, le mécène d'Astier Nicolas, Michel de Châteauvieux, choisit ce cheval pour permettre au cavalier d'évoluer au niveau international. Il crée dans ce but un syndicat de copropriétaires divisé en une centaine de parts, Ben et Partner. En 2012, le couple décroche une médaille de bronze par équipes au championnat d'Europe de concours complet d'équitation, à Malmö. Piaf réalise de bonnes performances en 2013, mais ne concourt que cinq fois en 2014 en raison de douleurs aux membres postérieurs.
Après une absence de plusieurs mois, il reprend la compétition avec Astier Nicolas en avril 2015, terminant 8e du CCI3* de Belton en Angleterre. S'il ne participe pas aux championnats d'Europe de 2015 en raison d'un problème respiratoire momentané,, il remporte    néanmoins l'édition 2015 du CCI 4* de Pau.
En 2016, lors des Jeux olympiques d'été à Rio de Janeiro, Astier Nicolas, monté sur Piaf de B'Neville, est médaillé d'or au concours complet par équipes, notamment grâce à un parcours de cross impeccable. Il décroche aussi la médaille d'argent en individuel. Après sa double médaille à Rio, Piaf reçoit une semaine de thalassothérapie.
Il est mis à la retraite en avril 2018. Une cérémonie d'adieu lui est consacrée à Pau, le week-end du 27 et 28 octobre 2018. Le cheval retrouve en novembre 2018 son ancienne groom, Julie Lemarinel, installée comme agricultrice sur les terres de Gréville-Hague.

## Palmarès
Il atteint un ICC (indice de concours complet) de 169.
- 2012 : médaille de bronze par équipes au championnat d'Europe de concours complet d'équitation, à Malmö[4].
- 2013 : 9e du concours de Badminton[4].
- 2015 :  vainqueur du CCI4* de Pau[4].
- 2016 : médaille d'or par équipes et d'argent en individuel aux Jeux olympiques de Rio, avec Astier Nicolas[16].

## Description
Piaf de B'Neville est surnommé « Ben »,.
C'est un hongre inscrit au studbook du Selle français, section A (ce qui signifie l'absence de croisements avec des chevaux non-français), de robe baie. Astier Nicolas le décrit comme ayant beaucoup de qualités dans les trois disciplines du concours complet, comme étant fiable et généreux. Il ajoute que Piaf est un cheval volontaire, qui veut travailler, mais qui était un peu émotif à ses débuts. Il est néanmoins doué d'une bonne frappe, et de respect.

## Origines
Piaf de B'Neville est un fils de l'étalon performer Cap de B'Neville, lui-même ISO 174.